# Miguel Buval
Miguel Buval, né le 6 décembre 1990, au Lamentin, en Guadeloupe, est un joueur français de basket-ball. Il évolue au poste de pivot.

## Palmarès
- Champion de France de Pro B 2010
- Champion de France de N1 2014